# محكمة مقاطعة تارانت
محكمة مقاطعة تارانت هي جزء من مبنى حكومة مقاطعة تارانت في فورت وورث ، تكساس ، الولايات المتحدة الأمريكية.

## نبذة تاريخية
صممت محكمة مقاطعة تارانت من قبل المهندس المعاري الأمريكي فريدريك سي جون والكندي لويس كيرتس وبناتها شركة بروبست للإنشاءات في شيكاغو خلال عام 1893- 1895. يكسو المبنى من الخارج الجرانيت الوردي ليحاكي نمط النهضة الجديدة، كما يشبه التصميم إلى حد كبير مبنى الكابيتول بولاية تكساس. بلغت تكلفة البناء 408,840 دولارًا، في حين اعتبر المواطنون وقتها أنه من الإسراف أن تم بناء محكمة بهذه التكلفة.
في عام 1953 وضع نصب تذكاري مخصص لجنود الجيش الكونفدرالي. وفي عام 1958 تم بناء مبنى عدة مقرات على الجانب الغربي من المحكمة. وفي عام 2012 انتهي من تجديد برج الساعة التي يعلو مبنى المحكمة بتكلفة بلغت 4.5 مليون دولار.  

تضم محكمة مقاطعة تارانت حاليًا مكتب كاتب مقاطعة تارانت، ومحاكم الوصاية والمحكمة في القانون، ومكتبة قانونية، وإدارة إدارة مرافق مقاطعة تارانت.

## روابط خارجية
- العمارة في فورت وورث: محكمة مقاطعة تارانت مع الصور الخارجية والداخلية